# Friedrich Hegi-Naef
Friedrich Hegi-Naef (* 28. Juli 1878 in Rickenbach, Kanton Zürich; † 16. August 1930 in Rüschlikon, heimatberechtigt in Zürich) war ein Schweizer Archivar, Privatdozent, Heraldiker, Genealoge und Burgenforscher.

## Leben und Werk
Hegi war der Sohn des Pfarrers und Kantonsrats Gustav und der Barbara, geborene Benz. Sein Bruder war Gustav Hegi.
Hegi studierte an der Universität Zürich Geschichte. 1905 doktorierte er und war als zweiter Staatsarchivar im Staatsarchiv des Kantons Zürich tätig. Hegi habilitierte 1913 an der Universität Zürich als Privatdozent für historische Hilfswissenschaften, und 1921 erfolgte seine Ernennung zum Titularprofessor. Hegi trat 1917 als Staatsarchivar zurück, um sich frei der wissenschaftlichen Tätigkeit widmen zu können. In der Folge widmete er sich dem Denkmalschutz, der Heraldik, der Genealogie und der Burgenforschung, wobei ihn seine Ehefrau, Professorin Isabella Rosa Hegi-Näf, tatkräftig unterstützte.
Hegi war seit 1912 auch für den Schweizer Heimatschutz tätig. Er war Mitglied des Vorstandes der Zürcherischen Vereinigung und auch der amtlichen kantonalen Natur- und Heimatschutzkommission. Von 1919 bis 1921 vertrat er Zürich im Zentralvorstand. Auf Hegis Initiative wurden etliche Burgruinen ausgegraben und freigelegt. Hegi erwarb 1915 das Schloss Hegi und liess es bis 1930 umsichtig restaurieren.
Neben seiner Dozenten- und Forschertätigkeit war Hegi als Mitglied zahlreicher Vorstände von Vereinen und Gesellschaften, die sich mit der Pflege und Erforschung der Geschichte und ihrer Hilfsgebiete befassen, tätig. Auf seine Initiative hin wurde 1925 die Genealogisch-Heraldische Gesellschaft Zürich gegründet. Hegi war zudem Mitglied im Vorstand der Antiquarischen Gesellschaft Zürich, des Burgenvereins und in der Schlosskommission Kyburg. Seine Forschungen veröffentlichte Hegi in zahlreichen Publikationen, Zeitschriften und Jahrbüchern.
Dank Hegi konnten die nötigen Mittel für die Inventarisation der Kunstdenkmäler im Kanton Zürich vom Kanton, von der Stadt Zürich, von Gemeinden und Privaten gesichert werden. Durch den vorzeitigen Tod konnte Hegi dieses Werk jedoch nicht mehr realisieren.